# آمفیتروئون (فیلم)
«آمفیتروئون» (انگلیسی: Amphitryon) فیلمی در ژانر موزیکال است که در سال ۱۹۳۵ منتشر شد. از بازیگران آن می‌توان به کته گلد اشاره کرد.